# Villa La Bolsa
Villa La Bolsa é uma comuna da província de Córdoba, na Argentina.